# Quercus cerrioides
Quercus cerrioides là một loài thực vật có hoa trong họ Cử. Loài này được Willk. & Costa miêu tả khoa học đầu tiên năm 1859.

## Hình ảnh

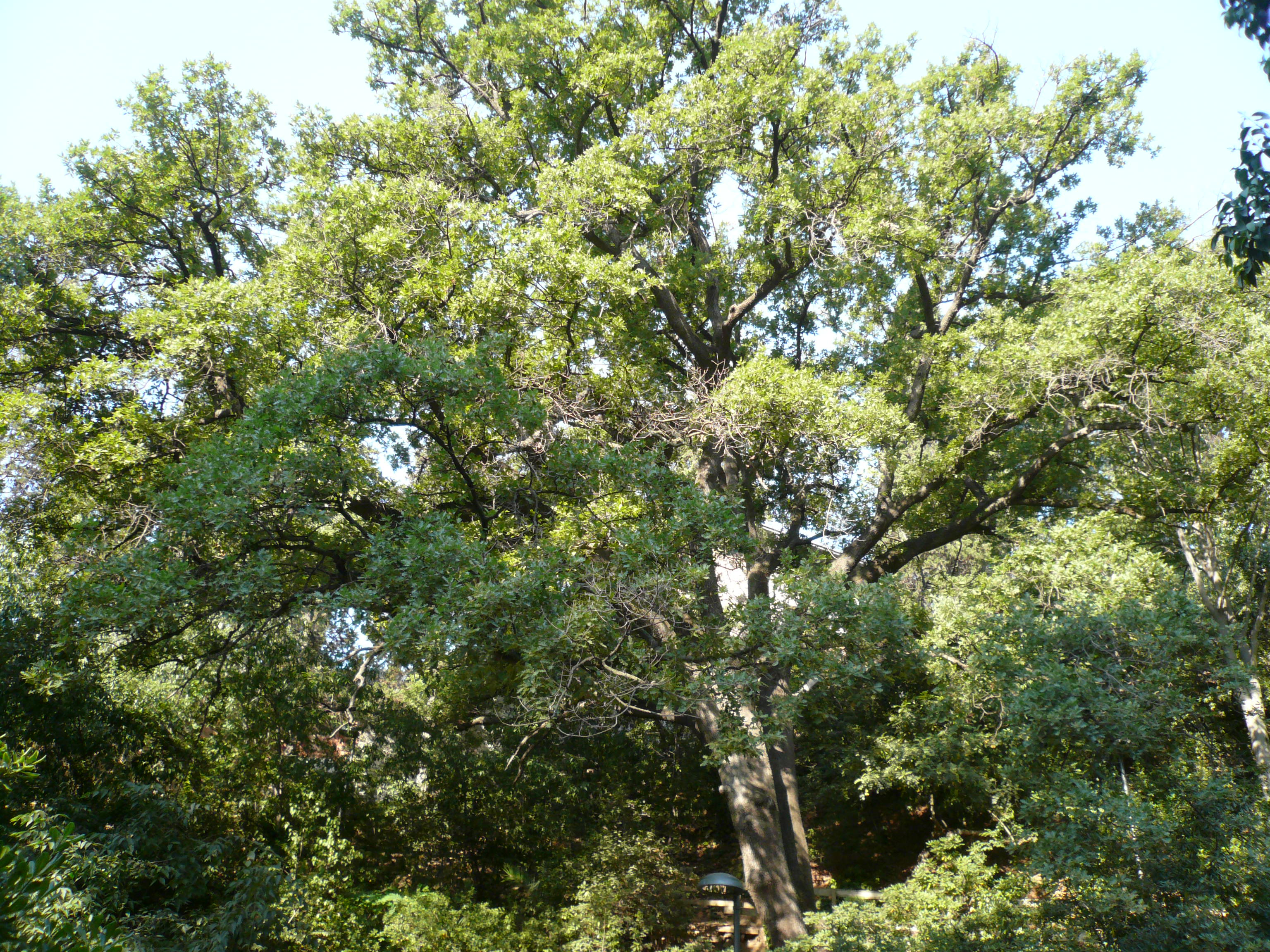
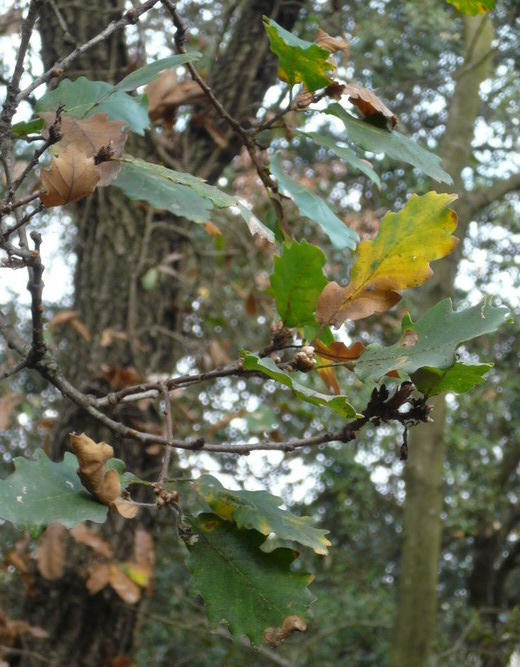